# Chocznia (gmina)

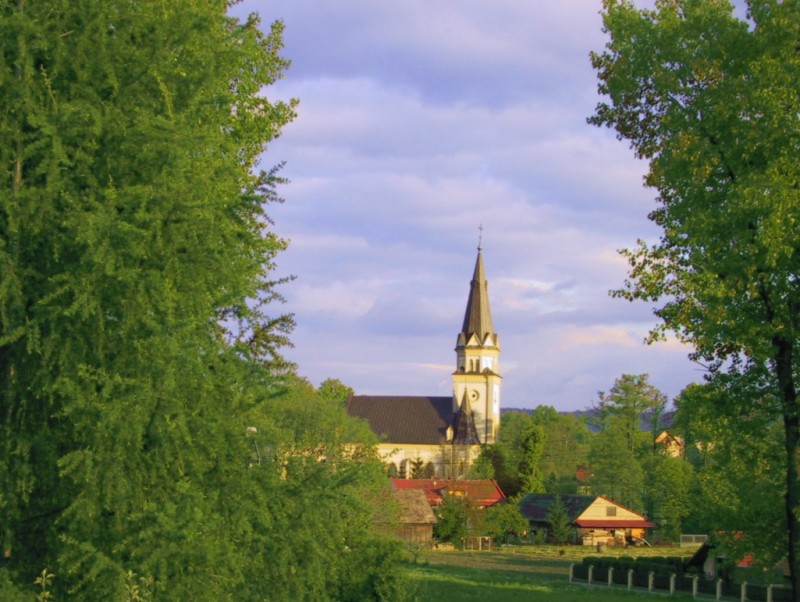
Chocznia

Chocznia – dawna gmina wiejska istniejąca w latach 1946–1954 w woj. krakowskim (dzisiejsze woj. małopolskie). Siedzibą władz gminy była Chocznia.
Do 31 lipca 1934 roku Chocznia stanowiła samodzielną gminę wiejską jednostkową w powiecie wadowickim, w woj. krakowskim – następnego dnia weszła w skład nowo utworzonej gminy Wadowice.
Gmina wiejska Chocznia (zbiorowa o charakterze jednostkowym) została ponownie utworzona 5 czerwca 1946 roku w powiecie wadowickim w woj. krakowskim, z części gminy Wadowice. Według stanu z dnia 1 lipca 1952 roku gmina Chocznia składała się tylko z miejscowości Chocznia i przez to nie była podzielona na gromady.
Gmina została zniesiona 29 września 1954 roku wraz z reformą wprowadzającą gromady w miejsce gmin. Jednostki nie przywrócono 1 stycznia 1973 roku po reaktywowaniu gmin. Obecnie Chocznia należy do gminy Wadowice.